# Dublinska igla
Dublinska igla (eng. Spire of Dublin) - znamenitost Dublina. To je 121 m visok stožac, koji se nalazi na mjestu nekadašnjeg Nelsonova spomenika u središtu Dublina.
Spomenik je zamišljen kao dio obnove ulice O'Connell 1999. godine. Glavni bulevar irske metropole srozao se od 1970. godine. Javno su ga kritizirali zbog obilja brzogriza (restorana brze hrane) i uništavanja spomenika admirala Nelsona bombom 1966., za što su odgovorni pripadnici IRA-e.
Godine 1990., započela je obnova bulevara. Vrhunac ove obnove bila je skulptura Dublinska igla, koja je zamijenila Nelsonov spomenik. Prvi dio strukture, postavljen je 18. prosinca 2002. Još 20 m dodano je 21. siječnja 2003. godine.
Igla ima promjer od 3 metra te se postupno sužava do samo 15 cm promjera na vrhu. Masa cijele strukture je 126 tona.